# Varroa destructor
Espèce
Varroa destructor est une espèce d'acariens parasites de l'abeille adulte ainsi que des larves et des nymphes. Il est originaire de l'Asie du Sud-Est, où il vit aux dépens de l'abeille asiatique Apis cerana qui résiste à ses attaques, contrairement à l'abeille domestique européenne Apis mellifera. Ce parasite provoque des pertes économiques importantes en apiculture et il est une des causes de la diminution du nombre d'abeilles. Ayant colonisé quasiment toutes les zones où Apis mellifera est présente, la varroose est désormais un problème d'ordre mondial.

## Origine
L’acarien Varroa jacobsoni (en) vit en équilibre avec son hôte d'origine, l’abeille Apis cerana qui se trouve surtout dans le sud-est de l'Asie. Pour produire plus de miel, des apiculteurs importèrent des colonies d’Apis mellifera dans la région d’origine d’Apis cerana. La cohabitation des deux espèces d’abeilles aurait permis au Varroa jacobsoni de parasiter l’Apis mellifera. La rencontre entre le varroa et l’abeille domestique aurait eu lieu vers 1877 au Japon. Son adaptation à son nouvel hôte aurait donné naissance à une nouvelle espèce, le Varroa destructor. L’Apis mellifera est beaucoup plus vulnérable que ne l’est sa cousine asiatique, car elle s’épouille assez mal et son cycle de développement est plus long ce qui permet à l’acarien de se reproduire en plus grand nombre. À cause des transhumances et du commerce mondial d’essaims sa propagation fut rapide. Sa première observation sur Apis mellifera a été relevée en Sibérie en 1964. Dans les années 1970 il est apparu en Europe et en France depuis 1982.
Aujourd’hui, les acariens se sont propagés quasiment sur l'ensemble de la planète. Seules l'Australie, certaines régions d'Afrique centrale, Terre Neuve et la Polynésie française étaient épargnées par la varroose ; toutefois, le 28 juin 2022, l'Australie annonçait sa détection et la mise en quarantaine de toutes les ruches. En France, l'île d'Ouessant, épargnée jusqu'alors, est infestée depuis 2022.

## Morphologie

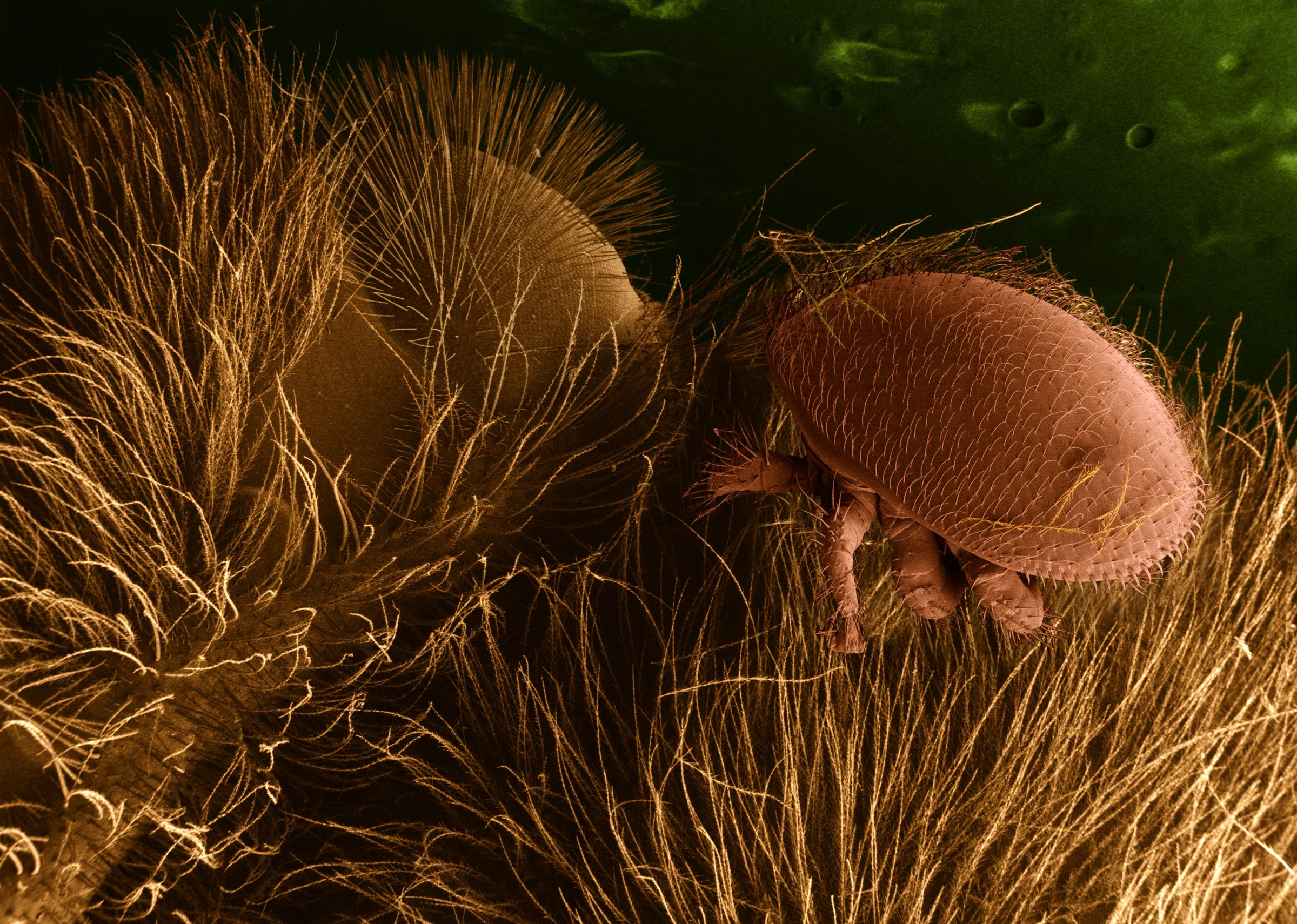
Varroa sur l'abeille

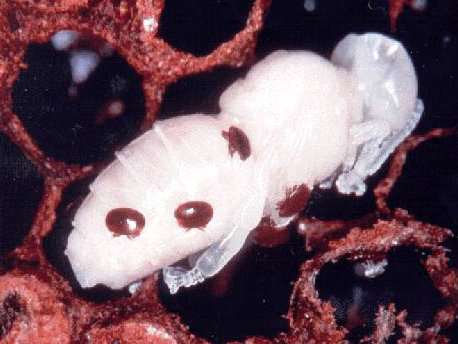
Varroa sur pupe d'abeille

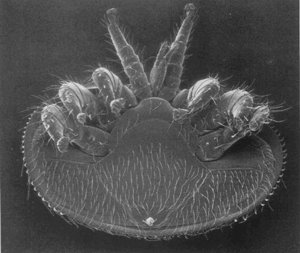
En microscopie électronique

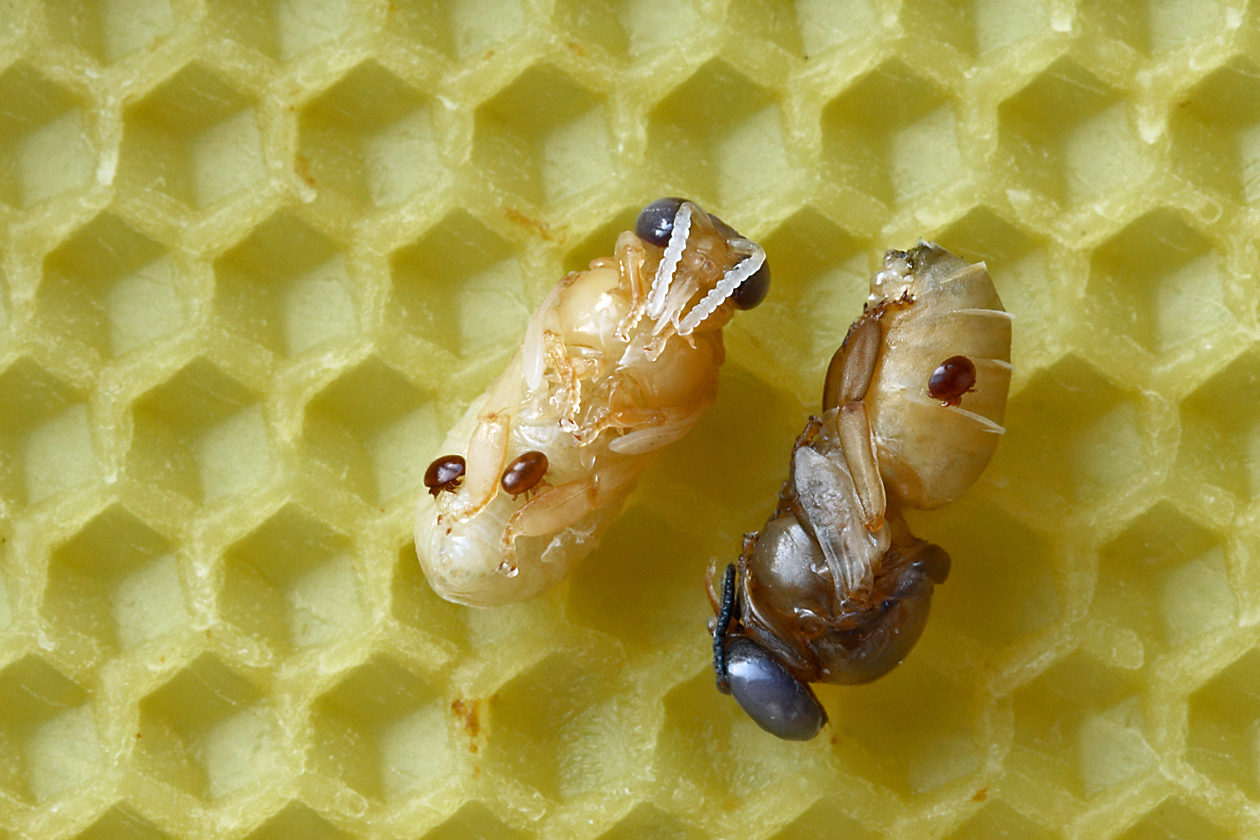
Varroa sur pupes

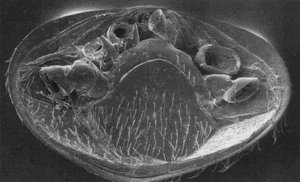
En microscopie électronique

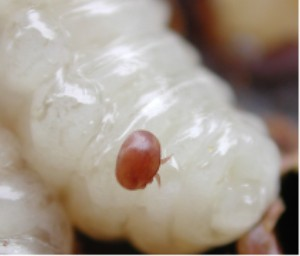
Varroa destructor sur larve d'abeille

Le varroa ressemble à un petit crabe aplati. C’est la femelle que l’on observe le plus régulièrement. De couleur rouge, elle mesure de 1 à 1,8 mm de long sur 1,5 à 2 mm de large. Les mâles ne sortent jamais des alvéoles. Ils sont blanc jaunâtre et mesurent 0,8 mm de diamètre. Les femelles sont très agiles et l’extrémité de leurs pattes est munie de ventouses pour s’agripper aux abeilles.
Les pattes sont courtes, le corps est recouvert de nombreuses soies. Sa forme plate est bien adaptée pour se loger entre la nymphe et les parois de l’alvéole ainsi que sur le corps de l’abeille adulte.
Il y a quelques années, on ne connaissait pas de prédateurs à cet acarien, mais le pseudoscorpion Chelifer cancroides semble être un candidat sérieux.

## Cycle de vie
On a longtemps cru que la femelle varroa se nourrissait par piqûre de l’hémolymphe des abeilles. Une étude de 2019 a démontré qu'en fait c'est leur tissu adipeux qui constitue la source de nourriture privilégiée du varroa, et non l'hémolymphe.
La reine, les ouvrières et les mâles sont tous visés et cela à tous les stades de leur développement (larve, nymphe, abeilles adultes). La durée de vie du parasite est adaptée au cycle de vie de l’abeille. 

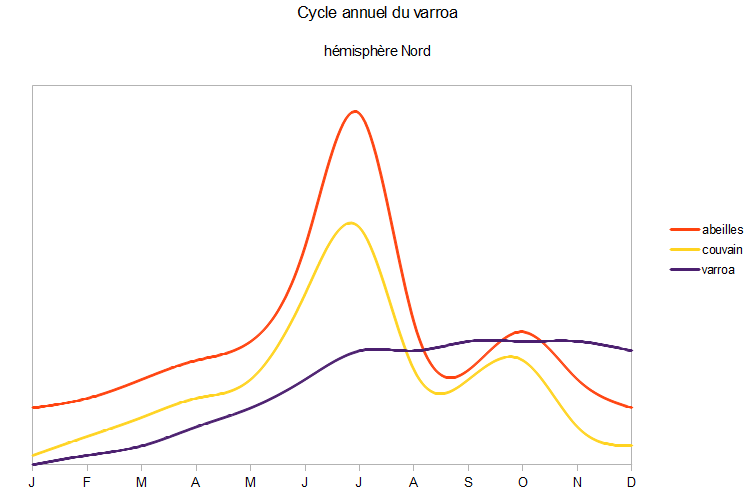
Alors que la population d’abeilles et de couvain décroissent à la fin de l’été, le nombre de varroa reste important. La pression parasitaire est des plus critiques lors des mois d’août à octobre. On a remarqué qu’une colonie qui hiverne avec plus de 50 varroas a peu de chances de survivre l’année suivante.

En été, la femelle varroa vit entre un et deux mois. En hiver entre six et huit. Le mâle varroa meurt après l’accouplement.

## Reproduction
La femelle varroa se loge dans une cellule occupée par une larve d'abeille juste avant son operculation. En cas de forte infection, plusieurs femelles peuvent occuper la même alvéole. De préférence elle choisit les cellules de couvain d’abeilles mâles qu’elle distingue à l’odeur. La femelle pond de deux à huit œufs. Le premier pondu 60 heures environ après operculation donnera un mâle, les suivants des femelles qui suivront toutes les 30 heures environ. Une fondatrice peut effectuer plusieurs cycles de ponte. Les femelles atteignent l'âge adulte en 7 à 9 jours. Toutes n’arriveront pas à maturité. Le couvain d’abeilles mâles mettant plus de temps à se développer il permettra à plus de femelles varroas de devenir matures. Les mâles varroas atteignent l'âge adulte en 5 à 7 jours. Ils peuvent s’accoupler plusieurs fois. Leurs pièces buccales sont utilisées pour la reproduction et ils ne peuvent se nourrir de l'hémolymphe de l'abeille et dépendent donc totalement de la nourriture de l'abeille. Avant que l'abeille ne sorte de la cellule, les mâles varroas doivent féconder les femelles. Les mâles meurent ensuite par manque de nourriture. Par contre, les femelles survivent et se déplacent dans la ruche en s'accrochant aux abeilles et aux faux-bourdons. Le varroa peut ensuite être facilement transporté par les abeilles d'une colonie à l'autre.[pas clair]

## Diagnostiquer la varroose
La maladie provoquée par la prolifération de varroa est appelée varroose, et parfois de façon incorrecte varroase ou varroatose. Le terme correct est varroose car cette maladie est une parasitose, et doit donc être nommée du nom du parasite suivi du suffixe -ose comme le prévoit la nomenclature standardisée de la World Association for the Advancement of Veterinary Parasitology. Ainsi l'Organisation mondiale de la santé animale (OIE), qui avait utilisé le terme varroase dans son manuel terrestre de 2005, a corrigé et employé le terme varroose en 2008.
Quand les abeilles hivernent, on glisse sur le plateau de la ruche une plaque graissée qui recueille tout ce qui tombe des rayons, en particulier les varroas morts naturellement. Quand les abeilles sont actives, il faut protéger ce lange d’une grille fine pour que les abeilles ne le nettoient pas.
Si on utilise un plateau grillagé, il suffit de mettre la plaque sous le grillage en faisant attention que les fourmis n’y aient pas accès car elles peuvent emmener les cadavres de varroa et fausser le comptage.
Pour effectuer un comptage, les apiculteurs laissent le lange au moins une semaine car les variations quotidiennes peuvent être importantes. En divisant le nombre de varroas trouvés par le nombre de jours et en le multipliant par 50, on obtient une estimation du nombre de varroas présents dans la colonie.
| Symptôme                                           | Diagnostic sujet à erreur | Autres maladies ayant le même symptôme |
| -------------------------------------------------- | ------------------------- | -------------------------------------- |
| abeilles aux ailes atrophiées                      |                           |                                        |
| abeilles tortillant de l’abdomen                   | X                         | intoxication                           |
| abeilles traînantes                                |                           | acariose, nosémose, intoxication       |
| larves et nymphes sorties devant la colonie        |                           | mycoses                                |
| paquets d’abeilles ressemblant à de petits essaims |                           |                                        |
| vol difficile, voire impossible                    | X                         | acariose, nosémose                     |
| cannibalisme                                       | X                         |                                        |
| nymphes atrophiées et mortes dans l’alvéole        |                           |                                        |

## Les effets du varroa sur l’abeille
Se nourrissant de l’hémolymphe et des acides gras, le varroa prive l’abeille de nombreuses cellules sanguines et de protéines. Entre autres, la gelée royale produite par les nourrices est alors de moins bonne qualité ce qui nuit au bon développement du couvain.
L’effet le plus dévastateur est la transmission des maladies lors des piqûres ou ultérieurement car la plaie reste ouverte et devient un foyer infectieux. Ainsi, la varroose est souvent associée au développement de malformations ou d’autres maladies telles que le couvain sacciforme, les loques, la paralysie aiguë etc.

## Moyens de lutte
Au début de la propagation, on a cru pouvoir l’éradiquer en détruisant systématiquement les colonies touchées. Mais la contagion semble souvent inexorable à cause de facteurs importants de disséminations naturels (pillage, dérive, essaimage) ou anthropiques (transhumance, commerce des colonies) ; en particulier, cette espèce est capable de mimétisme biochimique ; il change la composition moléculaire de sa cuticule pour mimer son hôte et se rendre indétectable dans la colonie.

### Traitements chimiques
À l'exception de l'acide formique, toutes les molécules utilisées dans les médicaments destinés à la lutte contre la varroase n'ont pas d'effet sur les varroas présents dans le couvain. Les médicaments agissent seulement sur les varroas phorétiques (ceux présents sur les abeilles).
Le couvain ouvert, puis operculé, constitue le substrat idéal pour le bon développement de la varroose. D’abord par sa capacité d’attraction, ensuite en sa qualité d’hôte idéal, offrant le gîte et le couvert. Cette particularité explique les résultats médiocre de tous les médicaments placés dans une colonie d'abeilles active, c'est-à-dire hors phase d'hivernage profond.
En 1982, le seul traitement disponible était le Folbex VA. Sous forme de bandes papier, il fallait les consumer afin de libérer la substance active le bromopropylate. Ce traitement se montra vite inopérant.
Des générateurs d’aérosol apparurent (Edar, Phagogène). Ces appareils volumineux nécessitent pour fonctionner de l’électricité ou du gaz. Ils permettent d’introduire dans les colonies différentes substances actives. La plus utilisée est l’amitraze. La même substance peut aussi être imbibée dans des langes enduits de vaseline. Cette molécule administrée en aérosols ou en évaporation donne des résultats, mais elle ne s’attaque pas aux varroas logés dans les alvéoles operculées et nécessite donc de fréquentes applications. Il est donc surtout efficace en période hivernale où le couvain est réduit. Dans les climats chauds tels que la zone méditerranéenne, le couvain est présent en toutes saisons et l’apiculteur doit redoubler de vigilance.
Certains apiculteurs ont utilisé le Klartan à base de fluvalinate. L’efficacité est certaine mais son usage est illégal en France.
Pour utiliser cette molécule, il a fallu attendre une autorisation de mise sur le marché de l’Apistan, lanières diffusant du fluvalinate. Elle permettait de traiter de manière efficace et simple (une seule application par an) les colonies jusqu’à ce que le varroa développe une résistance à ce médicament sans doute favorisé par le manque d’alternatives dans les traitements.

### Traitements alternatifs
Ces traitements «biologiques» ont une efficacité plus irrégulière et plus faible. Cependant, leurs résidus présentent moins de nocivité pour la santé et permettent d’élargir la palette des traitements et réduire l’apparition de résistances du varroa.

#### Acide formique
L’acide formique est présent naturellement dans le miel. Les meilleurs résultats sont obtenus ponctuellement en imbibant 30 ml d’acide à 65 % pour une ruche Dadant sur une éponge en viscose. Sa manipulation nécessite des lunettes et des gants. Son évaporation varie beaucoup en fonction de la température extérieure et de la position du diffuseur dans la ruche.

#### Thymol
Le thymol n’est pas vénéneux. On peut le dissoudre dans de l’alcool ménager, en imbiber des bouts de carton et les laisser s’évaporer au-dessus des cadres. La température extérieure doit être supérieure à 20 °C. Tout le rucher doit être traité en même temps car les vapeurs incommodent les abeilles qui peuvent changer de ruches. Son efficacité avoisine les 80 %. Plusieurs médicaments utilisent le thymol dont Apiguard, Thymovar et Apilife-Var. Les trois ont une autorisation de mise sur le marché en France. Ce dernier est associé à du camphre, du menthol et de l’huile essentielle d’eucalyptol. On conseille un premier traitement au thymol dès la récolte de juillet puis 3 mois de traitement avec des lanières et enfin une application d'acide oxalique hors couvain en décembre ou début janvier.

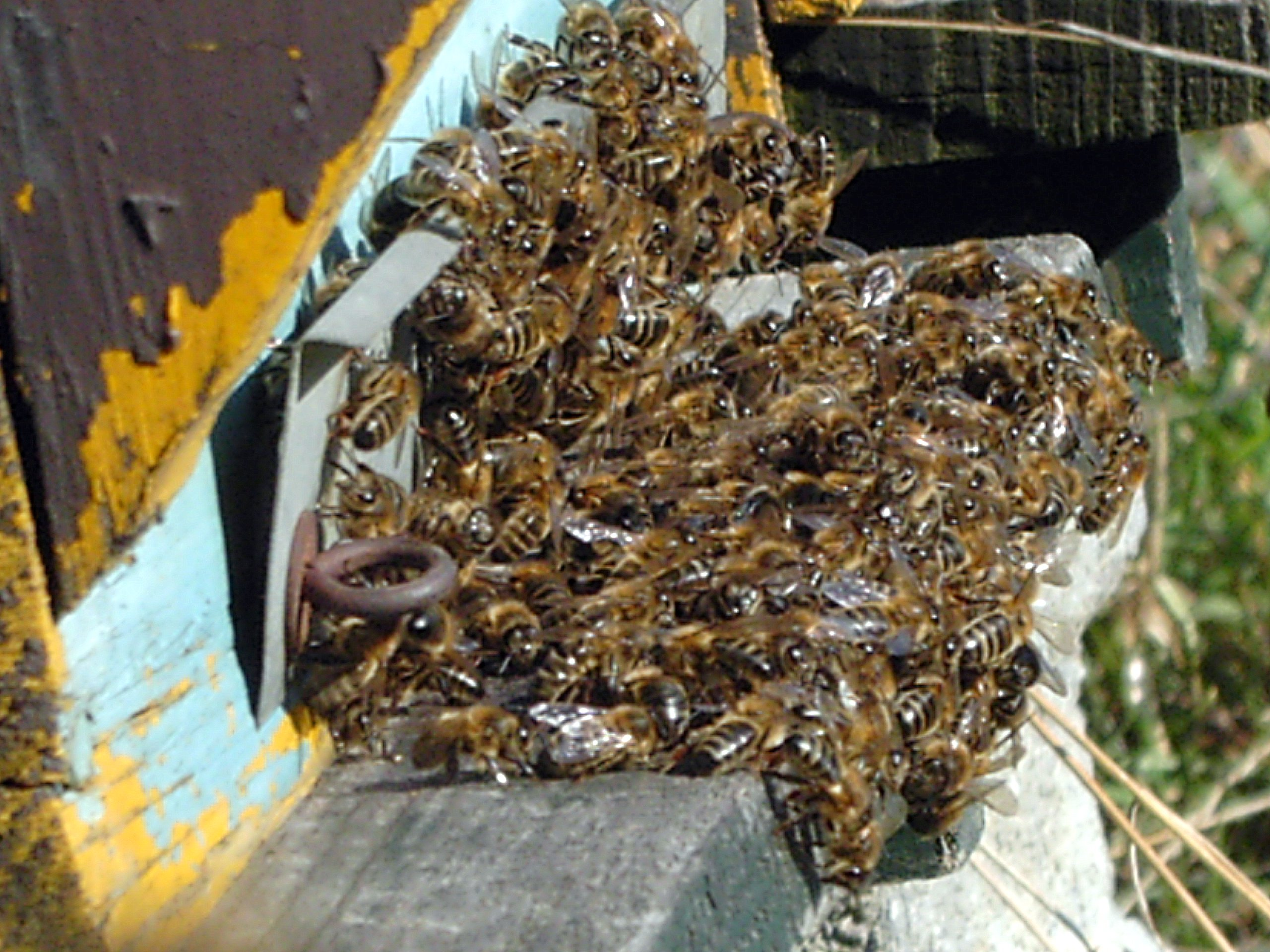
Abeilles noires sortant massivement de la ruche après traitement avec de l'Apiguard.

#### Acide oxalique
Des plantes comestibles comme l’oseille contiennent de l’acide oxalique. Il n’est cependant pas sans danger et est considéré comme vénéneux dans la pharmacologie européenne. Il figure dans l’annexe 2 des limites maximales de résidus des substances vétérinaires. Les vétérinaires en France peuvent donc en prescrire aux apiculteurs bio. Son efficacité a été démontrée et en respectant le protocole d’utilisation, on ne détecte pas de traces dans le miel.
Les traitements à l’acide formique et au thymol sont plutôt destinés aux traitements après la récolte lorsque la température extérieure est encore assez élevée. Ils sont souvent complétés par un traitement à l’acide oxalique. Ce traitement a lieu en hiver en l'absence de couvain (novembre-décembre). L'efficacité est de l'ordre de 95-98%. Il est à noter que la température affecte l'évaporation de l'acide et donc son efficacité/nocivité[citation nécessaire].

### Traitements mécaniques
Les varroas se développant en grand nombre dans les cellules mâles, certains apiculteurs détruisent en avril deux cadres à couvain de mâles avant l’émergence des faux-bourdons mais la destruction des faux-bourdons n’est pas sans poser de problèmes. Cette pratique est interdite en apiculture biologique.
Des partisans de la ruche Warré auraient noté que l’utilisation de cadres en cire gaufrée favoriserait le développement du varroa car la taille des alvéoles est un peu plus grande que quand on laisse construire naturellement les cirières.
L’utilisation de fonds grillagés dans les ruches empêcherait les varroas qui tomberaient accidentellement de remonter dans la ruche. La même remarque est évoquée pour expliquer que les colonies sauvages installées dans des cheminées seraient moins touchées par le varroa. D’autres contredisent ce fait, en argumentant que le Varroa en plus d’être très agile, possède huit ventouses très puissantes et les individus qui tomberaient ne seraient que les morts ou en fin de vie. De plus, un plancher grillagé diminuerait la température intérieure de la ruche. Le développement du couvain serait alors plus long et par conséquent le nombre de femelles varroas matures plus important.

### Traitement thermique
Le varroa ne supportant pas bien la chaleur, il est possible de l'exterminer en plaçant une ruche à 42 °C pendant deux heures. Les abeilles n'en souffrent pas car elles supportent des températures jusqu'à 48 °C. En 2019, une entreprise française a développé une ruche climatisée nommée Cocoon qui permet de déclencher facilement ces attaques thermiques ; ces ruches étaient assez coûteuses (950 €) et l'entreprise a fait faillite.

### Axes de recherche dans la lutte contre le varroa

#### Sélection d’abeilles hygiéniques
On suppose que l’Apis mellifera pourrait développer avec le temps par sélection naturelle des comportements de lutte contre le varroa, comme l’a fait Apis cerana. Certaines abeilles réussissent à repérer les cellules operculées dont la nymphe est malade (en particulier celles infectées par le varroa) et arrivent à les éliminer. Des colonies sauvages ont réussi à subsister pendant plusieurs années, en l’absence de tout traitement. Il faut cependant rester prudent car la varroose est une maladie sournoise qui peut être présente pendant plusieurs années sans causer de mortalités anormales, puis rapidement atteindre un niveau tel qu’elle provoque la mort de la colonie en quelques mois. La question de la durée qu’il faudrait accorder aux abeilles pour qu’elles acquièrent des stratégies de lutte contre le parasite reste en suspens car la rencontre de varroa et d’Apis mellifera est récente comparée à l’échelle de temps darwinienne. De plus si cette sélection naturelle a lieu, elle n’a pas été favorisée par les traitements chimiques ou bios administrés par l’homme.

#### Biopesticides
La recherche s’oriente aussi vers la découverte de virus ayant pour cible le varroa. Ils ne s’attaqueraient qu’au varroa et épargneraient l’abeille, mais la culture de ces virus reste problématique.
Une autre voie est l'utilisation de Chelifer cancroides (le « scorpion des livres »), qui est un prédateur naturel du varroa. Des tentatives d’introduction dans les ruches semblent prometteuses.

### Bactéries
La modification génétique de Snodgrassella alvi, une bactérie de l'intestin de l'abeille, a permis d'induire une réaction immunitaire qui permet à l'abeille à la fois de résister au virus provoquant la maladie des ailes déformées et de réduire efficacement la survie du Varroa.

## Législation
La France, par les décrets du 17 février 2006 et du 7 novembre 2008, classe la varroose en maladie à déclaration obligatoire. Dans la pratique, aucun rucher n’étant épargné[évasif], ces mesures sont caduques et donc non appliquées.
En Belgique, à la suite d'un arrêté royal du 7 mars 2007, la varroose fait partie des maladies des abeilles à déclaration obligatoire.